# Hofheim in Unterfranken
Hofheim in Unterfranken (eller Hofheim i.UFr.) er en by i Landkreis Haßberge i Regierungsbezirk Unterfranken i den tyske delstat Bayern. Den er administrationsby for Verwaltungsgemeinschaft Hofheim in Unterfranken.

## Geografi
Hofheim er centrum i den vestlige del af Naturpark Haßberge, og ligger omkring 265 moh.
Kommunen består ud over Hofheim, af landsbyerne Eichelsdorf, Erlsdorf, Goßmannsdorf, Lendershausen, Manau, Ostheim, Reckertshausen, Rügheim (Hofheim) und Sulzbach.

## Historie
Hofheim var blev gundlagt omkring 780-800 under navnet Hofingen (ældste benævnelse er "hoveheimono") og var et administrationscenter for Karolingerne.
I 1803 kom Hofheim under den bayerske forvaltning.

## Seværdigheder
- Den historiske gamle bydel, med frankiske bindingsværkshuse og bymure.
- Jernbanemuseum i stationsbygningen til den tidligere Haßfurt–Hofheim-jernbane
- Bettenburg
- Kloster Eichelsdorf og udsigtstårnet Schwedenschanze
- Udstrakte vanre- og cykelruter i de nærliggende Haßberge.